# Joël Froment
Joël Froment (* 27. April 1938 in Versailles; † 2. Juni 2023 in Saint-Mandé) war ein französischer Maler.

## Biographie
Joël Froment wurde in eine Familie mit sechs Kindern geboren. Sein Vater war Mathematik-, Physik- und Chemielehrer. Ein Nachbar, ein Laienmaler, freundete sich mit ihm an und empfing ihn oft, um ihm seine Bilder zu zeigen.
Von 1962 bis 1968 studierte er an der Beaux-Arts in Paris. 1968 erhielt er sein Diplom und gewann im gleichen Jahr den Prix de Rome. Daraufhin blieb Froment von 1968 bis 1972 in der Villa Medici in Rom, in der Balthus zu dieser Zeit als Direktor tätig war.
Nach einer Zeit der lyrischen Abstraktion veränderte Froment seinen Stil in Richtung minimalistischer geometrische Abstraktion zu. Er interessierte sich für Farbe in ihrem energetischen Aspekt. 
1985 trat er der internationalen Bewegung MADI International (bestehend aus etwa sechzig Künstlern aus 15 Ländern) bei, deren Präsident er von 1996 bis 2008 war.

## Ausstellungen
- 1988: New York, Galerie Greene
- 2000, 1996: Albuquerque, USA, Galerie Arte struktura International; Paris, GalleriArquebusiers (Interface)
- 2003, 2006: Hamamatsu, Japan, Galerie Dune
- 2006: Paris, Centre géométrique international, Madi
- 2004, 2006, 2009 Hamamatsu, Japan, Galerie Dune; Paris, Galerie White Elephant, Madi, Paris
- 2011: Galerie arichi

## Museen (Sammlungen)
- Museum Madi Mobil. Győr, Ungarn[4]
- Museum of Geometric and MADI Art. Dallas, Vereinigte Staaten[5]